# ヤング・マネー・エンターテインメント
ヤング・マネー・エンターテインメント (Young Money Entertainment) とは、アメリカ合衆国ルイジアナ州ニューオーリンズに本拠を置く大手レコードレーベル。

## 概要
2003年にラッパーのリル・ウェインによって創設され、親会社はユニバーサル ミュージック グループであり、リパブリック・レコード傘下でキャッシュ・マネー・レコードと近しいレーベルである。ドレイクやニッキー・ミナージュら、多くの人気ラッパーが在籍しており、2009年には、在籍アーティスト総勢で作成したコンピレーション・アルバム『We Are Young Money』がリリースされている。

## 主な契約アーティスト

### 現在の契約アーティスト
- クリスティーナ・ミリアン
- コーリー・ガンズ
- ニッキー・ミナージュ
- マック・メイン
- リル・ウェイン
- リル・トゥイスト

### 旧契約アーティスト
- オースティン・マホーン
- オマリオン
- カレンシー
- ケヴィン・ルドルフ
- ジェイ・ショーン
- ジェイ・ミルズ
- タイガ
- DJキャレド
- ドレイク
- PJモートン
- ロイド

## ディスコグラフィ

### コンピレーション・アルバム
- We Are Young Money (2009年)
- Rich Gang (2013年) ※with キャッシュ・マネー・レコード
- Rise of an Empire (2014年)